# Сянката на Цион
„Сянката на Цион“ е книга на българския журналист и антисемит Георги Ифандиев, посветена на еврейството, юдаизма, ционизма и тяхното влияние върху световната история. Книгата се състои от пет части, разположени в осем тома. Частите от III до V са по два тома всяка.
Според автора, „Сянката на Цион“ е неофициално забранявана за разпространение. Той твърди, че представянето на първия том от нейната трета част, проведено в и по покана на книжарницата „АБВ-Писмена“, разположена в ниското тяло на Националния дворец на културата, е прекъснато от директора му Христо Друмев по оплакване от посолството на Израел, намиращо се в съседство. Случаят е описан от Ифандиев в Епилога към втория том на третата част.
През 2006 г. започва преиздаването на всички томове на книгата, преработени и допълнени от автора.